# シードラモン
シードラモン（Seadramon）はデジタルモンスターシリーズに登場する架空の生命体・デジタルモンスターの一種。

## 概要
Ver.1から登場。ペンデュラム2で再び登場し完全体メガシードラモン・究極体メタルシードラモンが新たに登場した。ちなみにこの3種はアニメシリーズ第一作デジモンアドベンチャーに全種別個体として登場している。
名前の由来は「Sea Dragon（シードラゴン）」で、シーサーペントをモチーフとしている。デジモンワールドでは「お供え酒」というアイテムを使うことで確実に進化させることが出来る。

## 種族としてのシードラモン
大海蛇のような姿をした水棲型デジモン。本能の赴くままにネットの海や湖を泳ぎ回っており、フォルダ大陸沿岸に生息するものは凶暴性が高い。
長い体を獲物に巻き付けて締め上げ、一度巻き付くと獲物を絞め殺すまで身体を解くことは無い。

### 基本データ
- 世代/成熟期
- タイプ/水棲型
- 属性/データ
- 必殺技
  - アイスアロー：口から鋭い氷の矢を吐き出す。
- 得意技
  - コールドブレス：口から氷の息を吹き掛け、標的を凍りつかせる。
  - チルブレインズ：水面を体で叩き付けて、氷の壁を作る。
  - ウォーターブレス：口から吐いた水の息を吹き付ける。
  - アイスワインダー（しめつける）：長い身体で獲物に巻き付いて、強い力で締め付ける。
- 勢力/ディープセイバーズ

### X抗体版
- 必殺技/アイススピアー：アイスアローの強化版

「X抗体」を取り込んでX-進化した個体の体はより水中を早く泳ぐためのものへと変化、嗅覚もまるでサメのように発達しており、遥か遠くで傷ついたデジモンの存在を察知して接近し襲いかかる。自分より巨大な相手には立ち向かわないが、これは長い生存競争の果てに身についた生存本能が強く出た性質である。

### 亜種・関連種・その他
- プカモン
- メガシードラモン
- ワルシードラモン
- メタルシードラモン
- カオスシードラモン
- ギガシードラモン
- シーホモン
- イージスドラモン

## 登場人物としてのシードラモン

### アニメ
- デジモンアドベンチャー - 第3話で登場。湖に生息しており焚き火で熱されたことで激高し、子供たちに襲いかかった。ガルルモンの初の対戦相手となった。
- デジモンアドベンチャー02 - 第14話、第40話でマイケルのパートナーデジモンであるベタモンの成熟期として登場。第14話ではイービルスパイラルで凶暴化したゴリモンと対決し、水中で巻き付いて絞め落とした。
- デジモンクロスウォーズ - 第6話で登場。アイランドゾーンのタクティモンの配下デジモンであるネプトゥーンモンの配下として複数体が登場。
- デジモンアドベンチャー: - 第26話で登場。後にワルシードラモンに進化する。